# 九不識事件
九不識事件，是指時澳門市政議會直選民主派議員吳國昌於1998年澳門回歸前夕致函歐盟委員會，質疑葡萄牙政府強行從澳門撥走巨款是否合理後，吳國昌被時任八名葡裔及官委議員聯名批評「不識政治、不識法律、不識經濟、不識財政、不識會計、不識行政、不識外交、不識數學、不識文化」的事件。1999年，歐盟執行委員會正式複函證實葡方行為不當，澳葡政府因而停止從澳門撥走款項。

## 事件經過

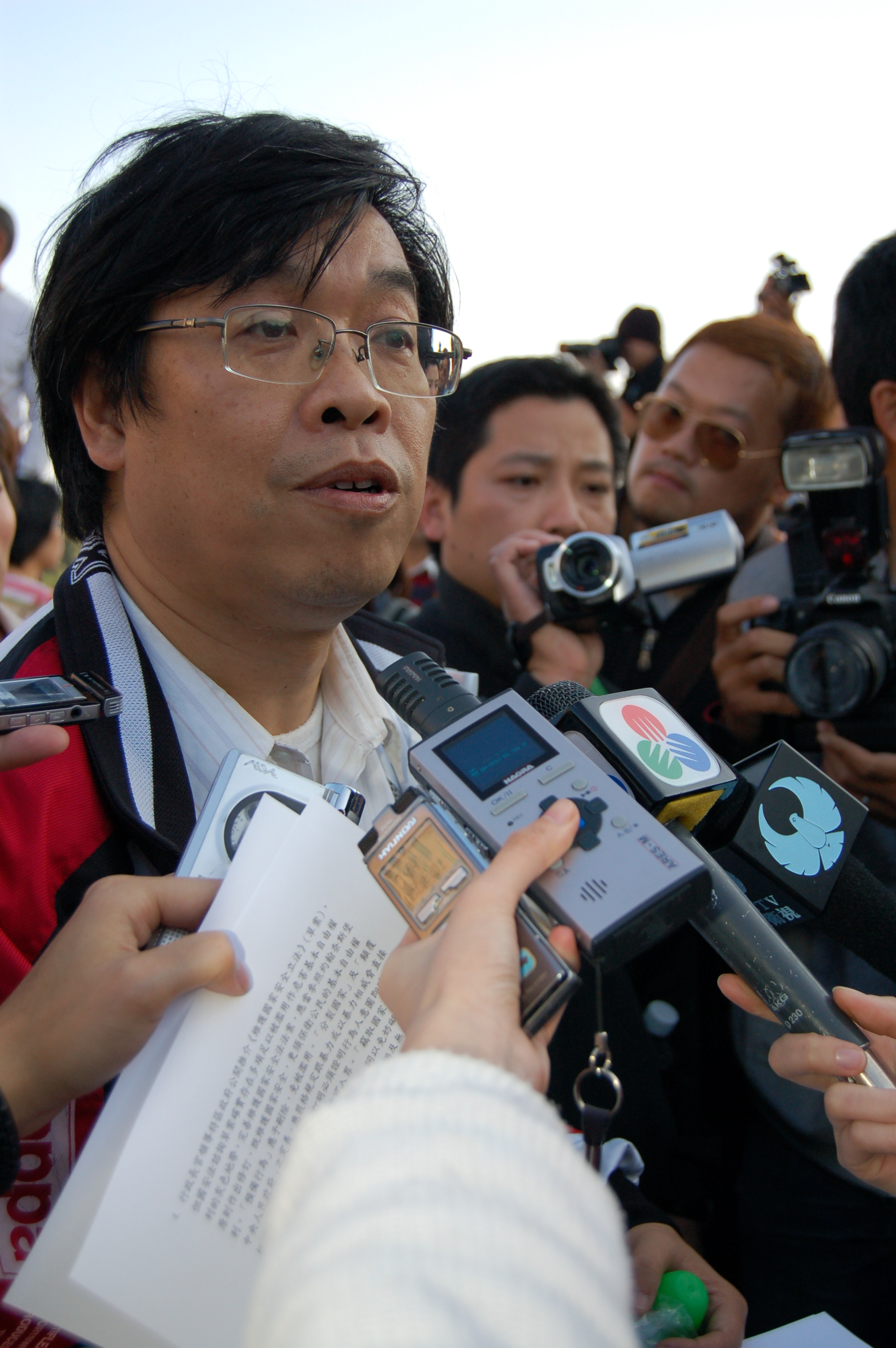
在事件中被時任八名葡裔及官委議員聯名批評「不識政治、不識法律、不識經濟、不識財政、不識會計、不識行政、不識外交、不識數學、不識文化」的吳國昌

1997年，澳葡政府以有公務員將來會在葡萄牙領取退休金為理由，於澳門主權即將移交至中華人民共和國的前兩年從公務員退休金中撥走大量款項到葡萄牙，一年內調走的金額達到14億澳門幣，且調款額在翌年的1998年還有所增加。
吳國昌了解到歐元將於1999年1月正式啟動，根據《馬斯特里赫特條約》，歐盟要求加入歐元區的國家控制赤字以滿足基本的財政要求，在歐元啟動前，葡萄牙的財赤問題嚴重，當地政府從葡屬澳門的公務員退休金中撥走巨款以抵消財赤。經了解和發現上述情況後，吳國昌與市政議員區錦新一同致函歐盟副主席，質疑葡萄牙政府相關行為的合法性。
1998年11月，時任八名葡裔議員包括官委議員在內的羅立文、華年達、歐安利、戴明揚、歐若堅、飛文基、潘志輝和施綺蓮發起聯名譴責，指責吳國昌「侮辱祖國（葡萄牙共和國）」以及「不識政治、不識法律、不識經濟、不識財政、不識會計、不識行政、不識外交、不識數學、不識文化」，是為「九不識事件」，而澳門市政廳廳長麥健智及數名官委議員則在議會上責備區錦新向歐盟告狀的行為不當。
1999年，歐盟執行委員會正式覆函，指出經調查後證明吳國昌和區錦新的投訴理據屬實，澳葡政府亦停止從澳門公務員退休金撥走款項。

## 事件評價
澳門媒體《訊報》有文章評論，吳國昌在早年大學生年代積極參與「保釣運動」，當上議員後聯同區錦新在事件中努力維護著中國和澳門的利益，是「愛國愛澳」之人。